# Human我生
《Human我生》是香港男歌手古巨基的個人廣東音樂專輯，於2006年8月發行。

## 專輯簡介
全碟歌詞由著名詞人林夕執筆所填（除敢死隊由黃仲凱填詞），雷頌德監製。作曲方面包括台灣唱作人陶喆，本地作曲人陳輝陽、雷頌德，唱作人側田、王菀之等。
此碟一洗古巨基前兩年之「K歌」形象，以清新感覺及「人生」概念為主題貫串全碟，細說人生過程及道理。古巨基更首次操刀擔任音樂電影及MV導演，邀來好友周慧敏擔任歌曲《愛得太遲》MV 的女主角。
專輯首批特別版2CD+DVD，內容包括︰60分鐘的音樂電影、MV、以及收錄在Bonus CD內的《愛得太遲》合唱版本。
此碟更為古巨基獲得多個大碟獎，包括：
- 叱吒樂壇至尊大碟獎
- 四台聯頒音樂大獎 - 大碟獎
- 新城勁爆大碟獎

### 歌曲《花灑》
由王菀之所作曲，一派上台即獲商台（903）支持，得到超過200的播放率。此曲更為三台冠軍歌，惜未能在TVB勁歌金榜中奪第一，成四台冠軍曲。不過最後在TVB的《2006勁歌金曲優秀選第一回》中成為入選歌之一。一度令大眾認為此曲是古巨基2006年之年度作品。

### 歌曲《愛得太遲》
由楊鎮邦所作曲，一派台即引起回響。林夕借此詞勸大家要珍惜眼前人，成功令大家共鳴。再一次成三台冠軍歌，惜又是未能在TVB勁歌金榜中奪第一，成四台冠軍曲。不過最後在TVB的《2006勁歌金曲優秀選第二回》中成為入選歌之一。此歌的出現取替了花灑的年度作地位。最後此歌在四台年底頒獎禮中囊括所有歌曲大獎。

## 曲目
| CD       | CD         | CD       | CD            | CD              | CD                          | CD    |
| 曲序     | 曲目       |          | 作曲          | 编曲            | 製作人                      | 时长  |
| -------- | ---------- | -------- | ------------- | --------------- | --------------------------- | ----- |
| 1.       | 我生       |          | 王菀之        | 雷頌德          | 雷頌德                      | 3:32  |
| 2.       | 敢死隊     | 黃仲凱   | 雷頌德        | 雷頌德          | 雷頌德                      | 3:39  |
| 3.       | 愛美麗     |          | 陶喆          | 陶喆            | 朱敬然                      | 4:25  |
| 4.       | 不如留低我 |          | 謝布暐        | 雷頌德          | 雷頌德                      | 4:40  |
| 5.       | 重複犯錯   |          | 陳輝陽        | 陳輝陽          | 陳輝陽                      | 3:26  |
| 6.       | 黑仔       |          | 陳台證 符傳義 | 陳台證 Tim Ngoh | 陳台證 （製作助理：符傳義） | 4:06  |
| 7.       | 花灑       |          | 王菀之        | 雷頌德          | 雷頌德                      | 3:34  |
| 8.       | 愛恨交纏   |          | 陳台證        | 陳台證          | 雷頌德                      | 4:38  |
| 9.       | 愛得太遲   |          | 楊鎮邦        | 雷頌德          | 雷頌德                      | 3:49  |
| 10.      | 約定你     |          | 側田          | 雷頌德          | 雷頌德                      | 4:26  |
| 11.      | 往生       |          | 謝布暐        | 雷頌德          | 雷頌德                      | 2:20  |
| 总时长： | 总时长：   | 总时长： | 总时长：      | 总时长：        | 总时长：                    | 42:33 |

| Bonus CD | Bonus CD                 | Bonus CD | Bonus CD | Bonus CD | Bonus CD | Bonus CD |
| 曲序     | 曲目                     |          | 作曲     | 编曲     | 製作人   | 时长     |
| -------- | ------------------------ | -------- | -------- | -------- | -------- | -------- |
| 1.       | 愛得太遲（周慧敏合唱版） | 林夕     | 楊鎮邦   | 雷頌德   | 雷頌德   | 3:54     |
| 总时长： | 总时长：                 | 总时长： | 总时长： | 总时长： | 总时长： | 3:54     |

| DVD      | DVD                                |
| 曲序     | 曲目                               |
| -------- | ---------------------------------- |
| 1.       | [愛得太遲]音樂電影                 |
| 2.       | 愛得太遲（MV）（特別演出：周慧敏） |
| 总时长： | 1:06:55                            |

## 派台歌曲及成績
- 1st PLUG 花灑
- 2nd PLUG 愛得太遲
- 3rd PLUG 我生（叱吒）／重複犯錯（新城、無線、港台）
- 4th PLUG 愛美麗

## 相關獎項及提名

### 專輯《Human我生》
- 2006年度IFPI十大銷量廣東唱片[1]

### 歌曲《愛得太遲》
- 第二十九屆十大中文金曲頒獎典禮 — 全球華人至尊金曲獎
- 2006年度叱吒樂壇流行榜頒獎典禮 — 叱吒樂壇至尊歌曲大獎
- 2006年度叱吒樂壇流行榜頒獎典禮 — 叱吒樂壇我最喜愛歌曲大獎
- 2006年度十大勁歌金曲頒獎典禮 — 金曲金獎
- 2006年度新城勁爆頒獎禮 — 新城勁爆播放指數大獎
- 2006年度新城勁爆頒獎禮 — 新城勁爆年度歌曲大獎
- 2006年度四台聯頒音樂大獎 —歌曲獎
- 2006年度RoadShow至尊音樂頒獎禮 ——至尊歌曲 《愛得太遲》
- 2006年度SINA Music樂壇民意指數頒獎禮 - 新歌試聽 —全年最高收聽率歌曲
- 2006年度SINA Music樂壇民意指數頒獎禮 - 我最喜愛至尊金曲
- 2006 雅虎香港Yahoo！搜尋人氣大獎頒獎禮：「十大人氣歌曲和金曲」獎
- 2006年度雪碧中國原創音樂流行榜頒獎禮：港台十大金曲
- 2006年度雪碧中國原創音樂流行榜頒獎禮：全國至尊金曲大獎
- 2006年度新城勁爆頒獎禮 ——新城勁爆歌曲
- 2006年度十大勁歌金曲頒獎典禮 - 十大勁歌金曲
- 2006年度十大勁歌金曲頒獎典禮 - 最受歡迎廣告歌曲大獎(銀獎)
- 第二十九屆十大中文金曲頒獎典禮 - 十大中文金曲獎
- 2006年度9+2音樂先鋒榜頒獎典禮：十大金曲獎
- 2006年度9+2音樂先鋒榜頒獎典禮：金曲金獎
- 第七屆華語音樂傳媒大獎 - 年度粵語歌曲
- 第四屆勁歌王頒獎典禮 - 至尊金曲大獎《愛得太遲》
- 第四屆勁歌王頒獎典禮 - 金曲獎（粵語）

### 歌曲《花灑》
- 2006年度新城勁爆頒獎禮 ——新城勁爆歌曲 -《花灑》
- 2006勁歌金曲優秀選第二回 - 得獎歌曲《花灑》